# 臺灣南毛介
臺灣南毛介（学名：Austrolimoosella taiwanensis）为粗面介科南毛介屬下的一个种。